# Кропив'янський Микола Григорович
Мико́ла Григо́рович Кропив'я́нський (*16 (28) грудня 1889, Володькова Дівиця — †21 жовтня 1948, Ніжин) — офіцер Російської імператорської армії, в роки українсько-радянської війни  — партизанський командир, радянський військовий діяч.
Народився в селі Володькова Дівиця Носівського району Чернігівської області.

## До жовтневого перевороту
Згідно з біографічною довідкою на сайті Інституту історії України, Микола Григорович Кропив'янський народився 16 грудня 1889 року (за старим стилем) в заможній селянській родині колишніх малоросійських козаків, хоча інші джерела подають датою народження 5 грудня 1889 року. Його батько довгий час був волосним старшиною.
1913 року закінчив Чугуївське військове училище. Був учасником Першої світової війни. Воював на Південно-Західному фронті (VIII армія, 12-й армійський корпус, 74-й піхотний Ставропольський полк). Командував ротою, в боях був двічі пораненим. Нагороджений чотирма бойовими орденами та Георгіївською зброєю. Став підполковником російської імператорської армії. 
Від лютого 1917 року — більшовик, разом із Миколою Криленком вів пропагандистську роботу. Після фронтового з'їзду, що відбувся в травні 1917 року, був відданий до суду.

## Після жовтневого перевороту
17 грудня 1917 року обраний командиром 12-го армійського корпусу. Ілля Дубінський так описує ці події:

«…В цей час вихорем на сцену увірвався Кропив'янський. З червоним прапором у руках він крикнув: „Жовтнева революція перемогла сьогодні і в нашому корпусі. Штаб корпуса оточений більшовицькими 74-м та 75-м полками… Генерал Аджиєв та емісар Петлюри Степура, які хотіли втекти, заарештовані. Хай живе Ленін! Хай живе партія більшовиків! Геть війну, капіталістів та поміщиків!“ …Тільки на третій день закінчився Надзвичайний з'їзд… Командиром корпуса був обраний більшовик М. Г. Кропив'янський».

З грудня 1917 р. по лютий 1918 р. Кропив'янський за наказом Антонова-Овсієнка очолює рештки 19-ї піхотної дивізії, яка йде на допомогу Румчероду стримувати натиск румунських військ. 18 лютого 1918 р., коли до бойових дій проти Румчероду долучаються австрійські війська, Кропив'янський відходить до Вознесенська на з'єднання з Тираспільським загоном Якіра та Гарькавого. Разом вони утворюють 2-у українську революційну армію, начальником штабу якої призначають Кропив'янського.
Після відступу 2-ї української революційної армії під натиском австро-німецьких військ до Таганрогу та Міллерово, Кропив'янський призначає замість себе Княгницького, а сам вирушає до Царицина. Не знайшовши спільної мови з тамтешнім керівництвом невдовзі виїздить до Москви у розпорядження Повстанбюро.

## Участь у повстанському більшовицькому русі
На початку травня 1918 р. Кропив'янський з'являється в московському готелі «Дрезден», де його приймає Бубнов — один з керівників Всеукраїнського бюро для керівництва повстанською боротьбою проти німецьких військ. Від Бубнова він виходить Уповноваженим з організації Центрального військово-повстанського штабу Чернігівської і частини Полтавської губерній. Перед відправленням на батьківщину зі спеціальною групою Кропивянський відвідує Аралова, на той час начальника Оперативного відділу Народного комісаріату з військових справ Радянської Росії, для уточнення задач повстанцям України. Після детального інструктажу у Повстанбюро, який провів керівник озброєння загонів та частин Баварський, в середині травня 1918 року Кропив'янський відбуває на Чернігівщину, де влітку очолює партизанський загін, що діяв проти австро-німецьких військ.

## Участь у громадянській війні
З 22 вересня 1918 р. — командир 1-ї української повстанської дивізії. На початку грудня 1918 р. відкликаний з посади через те, що дивізія не виконала наказ Всеукраїнського Центрального Військово-Революційного Комітету про передислокацію з київського напрямку на харківський.
У подальшому очолював штаб формування частин Першої української радянської армії Збройних сил Української Радянської Соціалістичної Республіки. Від лютого 1919 року по травень того ж року був військовим комісаром та комендантом Ніжина.
Від 8 вересня 1919 р. по 18 січня 1920 р. Кропив'янський очолює 60-у стрілецьку дивізію РСЧА. У лютому 1920 року призначений начальником тилу 12-ї армії РСЧА, одночасно у квітні—травні командував 47-ю стрілецькою дивізією РСЧА, яка відзначилася у боях з військами Денікіна за Чернігівщину й Київ та проти польських військ на мозирському, олевському і овручському напрямках.

## Після громадянської війни
Восени 1920 року ЦК КП(б)У відкликав Кропив'янського з Червоної Армії і направив в розпорядження Чернігівської губернської партійної організації. На початку 1921 року його було призначено начальником військ Всеукраїнської надзвичайної комісії та уповноваженим уряду України по боротьбі з бандитизмом, а фактично — зі збройною опозицією. Згодом очолює війська ВЧК України та Криму. В подальшому — старший інспектор прикордонних військ СРСР.
1923 року військова кар'єра Микола Кропив'янського закінчується на посаді інспектора бойової підготовки при Штабі РККА, і вже від 1924 року він направляється на господарську роботу в Прикаспій. Там на річці Емба він працює на відбудовах нафтових промислів. Згодом як член колегії Народного комісаріату радгоспів Кропив'янський займається створення радянських господарств Поволжя.
1933 року у зв'язку з приходом у Німеччині до влади нацистів Миколі Григоровичу, як досвідченому фахівцю з організації підпільної роботи, доручається розробка питань партизанського руху. Але вже 1936 року цей напрям діяльності згортається з огляду на зміну поглядів керівництва СРСР на міжнародне становище. Кропив'янського переводять до НКВД, де він займається інспектуванням об'єктів, на яких використовується праця в'язнів. Згодом він переходить на суто цивільну роботу начальника дільниці Углицького району будівництва каналу Москва—Волга. Там на «Волгобуді», що зводився силами в'язнів «Волголагу», Кропив'янського у 1937 році виключають з ВКП(б), як троцькіста та активного учасника контрреволюційної організації.

## Останні роки життя
31 травня 1938 року заарештований у Рибінську, а 20 липня 1940 — засуджений до 5 років позбавлений волі. Покарання відбував у Усть-Вимському таборі (нині Республіка Комі), звідки звільнився 1943 року. Перший час проживав у Буїнську, а після вигнання з України німецьких загарбників повернувся до Ніжина, працював лісником. Через два роки перебрався до Москви, але 27 квітня 1948 року вимушений знову повернутися до Ніжина, виконуючи заборону на проживання в столиці. Письменник Юрій Мушкетик пригадує, що зустрічався з Миколою Кропив'янським, коли той працював конюхом у ніжинській лікарні. Помер у Ніжині.
В 1956 році безпідставно репресованого М. Г. Кропив'янського реабілітовано.

## Радянські нагороди та вшанування

Погруддя Кропив'янського в Чернігові (зараз зберігається на території Чернігівського обласного історичного музею)

- Орден Червоного прапора РРФСР як командиру 60-ї стрілецької дивізії РСЧА.[3]
- Погруддя Кропив'янского на території Чернігівського обласного історичного музею імені Василя Тарновського
- У 1971 році в селі Володькова Дівиця встановлено пам'ятник роботи скульптора М. П. Короткевича та архітектора Л. Д. Кулікова.
- Одна з вулиць Ніжина носила ім'я Кропив'янського (з 2016 року Графська), а на будинку № 69 по вул. Овдіївська встановлена меморіальна дошка.
- У Чернігові на Алеї Героїв було встановлено погруддя Миколи Кропив'янського, роботи скульптора Марії Короткевич та архітектора Василя Гнєздилова. Погруддя було зруйноване 17 квітня 2015 року активістами однієї з ультраправих груп[4] (див. Пам'ятники Чернігова).
- Погруддя Кропив'янського було встановлене на його батьківщині в селі Володькова Дівиця. Погруддя було демонтоване 16 липня 2020 року.[5]